# Hutorî, raionul Cerkasî, regiunea Cerkasî
Hutorî (în ucraineană Хутори) este o comună în raionul Cerkasî, regiunea Cerkasî, Ucraina, formată numai din satul de reședință.

## Demografie
Componența lingvistică a comunei Hutorî
     Ucraineană (95,29%)
     Rusă (4%)
     Alte limbi (0,41%)
Conform recensământului din 2001, majoritatea populației comunei Hutorî era vorbitoare de ucraineană (95,29%), existând în minoritate și vorbitori de rusă (4%).